# コラムニスト
コラムニスト（Columnist）は、コラムを執筆する著作家の肩書。

## 概要
個人的に論説するポイントを、小論文形式で新聞や雑誌の特定ページに常設されているコラムを執筆する。
「コラムニスト」という語句が生まれたのは1920年頃のアメリカ合衆国で、アメリカ独立戦争当時の『ニューヨーク・ジャーナル』や『ペンシルバニア・クロニクル』などが最初だという。また、コラムニストには新聞に主に書く人間と雑誌に書く人間とジャンルが分かれる場合がある。海外ではカテゴライズされているが、日本においては明確にカテゴライズされていないため、当該ページの肩書のみとなっている。